# باول سميث (لاعب كرة قدم أمريكية)
باول سميث (بالإنجليزية: Paul Smith)‏ هو لاعب كرة قدم أمريكية أمريكي، ولد في 2 يوليو 1984.